# 125街車站 (IRT萊諾克斯大道線)
125街車站（英語：125th Street station）是紐約地鐵IRT萊諾克斯大道線一個地鐵站，位於曼哈頓哈萊姆區125街（又名小馬丁·路德·金博士林蔭路）及萊諾克斯大道（又名馬爾科姆埃克斯林蔭路）交界，設有2號線（任何時候停站）與3號線（任何時候停站）列車服務。

## 車站結構
| G        | 街道               | 出入口                                                                                  |
| P 月台層 | 側式月台，右側開門 | 側式月台，右側開門                                                                      |
| P 月台層 | 北行               | 往威克菲爾德-241街（135街） · 往哈萊姆-148街（135街）                                   |
| P 月台層 | 南行               | 往夫拉特布殊大道-布魯克林學院（116街） · 往新地段大道（深夜時往時報廣場-42街）（116街） |
| P 月台層 | 側式月台，右側開門 |                                                                                         |

此地下車站設有兩個側式月台和兩條軌道。閘機設於月台層，因此兩個月台之間不設跨線天橋或下通道。此車站的軌道、道床及月台於1998年重建計劃被改建，以解決萊諾克斯大道線沿線的滲水問題。

## 外部連結
- nycsubway.org—IRT White Plains Road Line: 125th Street
- nycsubway.org — Flying Home Harlem Heroes and Heroines Artwork by Faith Ringgold (1996)（页面存档备份，存于）
- Station Reporter — 2 Train
- Station Reporter — 3 Train
- The Subway Nut — 125th Street Pictures（页面存档备份，存于）
- MTA's Arts For Transit — 125th Street (IRT Lenox Avenue Line)
- 125th Street entrance from Google Maps Street View
- Platforms from Google Maps Street View （页面存档备份，存于）